# Frotzersricht
Frotzersricht ist ein Ortsteil des Marktes Schwarzenfeld im Oberpfälzer Landkreis Schwandorf (Bayern).

## Geographische Lage
Frotzersricht befindet sich ungefähr 2,5 Kilometer nordwestlich von Schwarzenfeld 750 Meter nördlich der Staatsstraße 2151 und etwa 3,5 Kilometer westlich der A 93.
Nördlich und südwestlich von Frotzersricht befinden sich ausgedehnte Weiher- und Teichgebiete.
Lt. dem Bayern-Atlas befindet sich der geographische Mittelpunkt des Regierungsbezirks Oberpfalz auf 49°23'55" nördl. Breite und 12°07'02" östl. Länge in der Gemarkung Frotzersricht der Gemeinde Schwarzenfeld. 

## Geschichte

### Anfänge bis zum 18. Jahrhundert
Frotzersricht (auch: Frotzersried) gehört zu den Orten, die auf -ried, -richt und -reut enden.
Diese Endung deutet darauf hin, dass diese Orte bei einer Rodungswelle gegen Ende des 11. Jahrhunderts entstanden.
Die Nähe zu Schwarzenfeld gibt Frotzersricht den Charakter einer Ausbausiedlung.
Eine ältere Bevölkerungsschicht erschloss hier rodend das Umland von Schwarzenfeld.
Anfang des 14. Jahrhunderts erwarb das Kloster Ensdorf Besitzungen in Frotzersricht.
Im Salbuch von 1473/75 wurde Frotzersricht gemeinsam mit Kögl aufgeführt.
Die Bevölkerungsentwicklung in Frotzersricht gemeinsam mit Kögl geht aus den Musterungsprotokollen hervor:
- 1500: 9 Mannschaften
- 1523: 9 Mannschaften
- 1583: 9 Mannschaften
- 1631: 11 Mannschaften
- 1712: 11 Mannschaften.[5]

Frotzersricht gemeinsam mit Kögl hatte 1513 11 Höfe, 1596 9 Höfe, 1606 10 Höfe, 13 Pferde, 1 Fohlen, 10 Ochsen, 29 Kühe, 10 Rinder, 6 Schweine, 2 Stiere, 9 Kälber, 120 Schafe, und 10 Frischlinge.
1721 und 1762 werden Frotzersricht und Kögl mit 12 Häusern aufgeführt.
1792 gab es in Frotzersricht und Kögl 10 hausgesessene Amtsuntertanen.

### 19. Jahrhundert bis Gegenwart
Im Häuser- und Rustikalsteuerkataster von 1808 werden für Frotzersricht (ohne Kögl) 8 Anwesen genannt.
1811 wurde das Landgericht Nabburg in 58 Steuerdistrikte unterteilt.
Frotzersricht bildete zusammen mit dem Weiler Kögl und der Einöde Weiherhaus einen Steuerdistrikt zu dem 15 Häuser mit 92 Einwohnern gehörten.
Parallel zur Bildung der Steuerdistrikte entstanden ebenfalls 1811 Obmannschaften.
Frotzersricht bildete zusammen mit Deiselkühn, Irrenlohe, Wohlfest, Kögl und Weiherhaus die Obmannschaft Frotzersricht.
1818 wurden Ruralgemeinden gebildet.
Dabei entstand die Ruralgemeinde Frotzersricht, bestehend aus Frotzersricht selbst mit 10 Familien, Kögl mit 6 Familien, Weiherhaus mit 1 Familie, Deiselkühn mit 14 Familien, Irrenlohe mit 12 Familien und Wohlfest mit 7 Familien.
1828 hatte Frotzersricht 9 Häuser, 9 Familien und 56 Einwohner, 1964 hatte es 11 Häuser und 56 Einwohner.
1842 waren alle Einwohner von Frotzersricht katholisch und gehörten zur Schule und zur Pfarrei Schwarzenfeld.
Zum Stichtag 23. März 1913 (Osterfest) gehörte Frotzersricht zur Pfarrei Schwarzenfeld und hatte 8 Häuser und 56 Einwohner.
Am 1. Januar 1972 wurden Teile der aufgelösten Gemeinde Frotzersricht in den Markt Schwarzenfeld eingegliedert. Der Ortsname Weiherhaus wurde ab 1. August 1976 aufgehoben.
Am 31. Dezember 1990 hatte Frotzersricht 27 Einwohner und gehörte zur Pfarrei Schwarzenfeld.

## Einwohnerentwicklung ab 1819
| Jahr | Einwohner   | Gebäude |
| ---- | ----------- | ------- |
| 1819 | 10 Familien | k. A.   |
| 1828 | 56          | 9       |
| 1838 | 66          | 9       |
| 1864 | 76          | 41      |
| 1875 | 71          | 52      |
| 1885 | 70          | 10      |
| 1900 | 50          | 12      |
| 1913 | 56          | 8       |

| Jahr | Einwohner | Gebäude |
| ---- | --------- | ------- |
| 1925 | 63        | 10      |
| 1950 | 52        | 8       |
| 1961 | 56        | 11      |
| 1964 | 56        | 11      |
| 1970 | 39        | k. A.   |
| 1987 | 28        | 7       |
| 2011 | 25        | k. A.   |